# Žiga Gombač
Žiga Gombač, slovenski pisatelj, * 28. april 1976, Ljubljana.

## Življenjepis
Gombač je osnovno šolo obiskoval v centru Ljubljane, na OŠ Prežihov Voranc, nato pa se je vpisal na Gimnazijo Jožeta Plečnika v Ljubljani. Po maturi se je vpisal na Fakulteto za družbene vede, kjer je najprej študiral politologijo, kasneje pa je ta študij opustil in se posvetil študiju novinarstva.
Kariero je nadaljeval kot glasbeni novinar za številne tiskane medije, kasneje je delal v agenciji, ki je organizirala dogodke in koncerte, bil je tudi tekstopisec in svetovalec za odnose z javnostjo v oglaševalski agenciji. Ko je v slovenski medijski prostor vstopila glasbena televizija MTV Adria, je na njej najprej deloval kot urednik spletne strani in piarovec, kasneje pa kot glasbeni urednik ter vodja produkcije in programa. Zadnjih nekaj let je zaposlen na Radiu Center kot predstavnik za stike z javnostjo in kreativni producent.

## Delo
Gombač se kot avtor mladinskih del podpisuje z imenom Žiga X Gombač.

### Mladinska dela
- Jastrebov let (2008) (knjižna zbirka Kompanjoni)
- Polnočna zajeda (2009) (knjižna zbirka Kompanjoni)
- Risova bratovščina (2010) (knjižna zbirka Kompanjoni)
- Štrk viki odkrije pogum (2010) (knjižna zbirka Gusar Edi in njegovi prijatelji)
- Veverička Muki najde svoj dom (2010) (knjižna zbirka Gusar Edi in njegovi prijatelji)
- Gusar Edi reši prijatelje (2011) (knjižna zbirka Gusar Edi in njegovi prijatelji)
- Dnevnik legionarja Primusa ali kako je nastalo mesto Ptuj (2011)
- Vitez Miha iz Lendave (2011) (knjižna zbirka Gusar Edi in njegovi prijatelji)
- Skrivnost stoletnega vetra (2011) (knjižna zbirka Kompanjoni)
- Živa in praBled (2012) (knjižna zbirka Živa iz muzeja)
- Kompanjoni in bojevniki časa  (2012) ISBN 978-961-205-184-6 (COBISS)
- Živa in skrivnost mumije (2014)
- NK svoboda (2021)

### Strip
- Tisa reši svet ali Kako deluje radio (2012)
- Primer Gala Matrice ali Kako deluje televizija (2012)
- Cukrarna: Zgodba slovenske pesniške duše (2023)

### Za odrasle

#### Roman
- Ultrablues (2014) (Boštjan Videmšek, Samo Rugelj)